# Can Pallarés
Can Pallarés és una obra de Sarral (Conca de Barberà) inclosa a l'Inventari del Patrimoni Arquitectònic de Catalunya.

## Descripció
Aquesta construcció respon tipològicament a la casa burgesa del segle xix. A principis de segle xx, amb la influència del modernisme, els constructors començaren a juxtaposar sobre aquella antiga estructura alguns elements decoratius, com rajoles de ceràmica vidrada o els enreixats artístics. En aquest cas, la utilització de l'arc d'inspiració islàmica a la portada respon també al nou gust d'aquell moment de filiació modernista.